# Povijest kazališta
Antička Grčka
Kazalište je nastalo u staroj Grčkoj, iz rituala koji su se održavali u čast boga Dioniza. Slavili su ga pjevanim i recitiranim ditirambima i plesom i u tim svečanostima nalazimo početke tragedije i komedije.
Korifej, koji je predvodio zbor, vremenom se transformirao u glumca-interpreta određenog lika i time se dobila mogućnost dijaloga a time i sukoba tj. antagonizma. Legendarni Tespis prikazuje još u 6.stoljeću prije Krista takve predstave s jednim glumcem i zborom.
U 5. stoljeću prije Krista takve kazališne izvedbe dobivaju u Ateni svoj organizirani oblik i postaju natjecanja. Najpoznatiji autori tragedija tako su Eshil, Sofoklo i Euripid, a komedija Aristofan. To su ujedno i jedini sačuvani autori.
Vremenom, radi dinamizacije radnje, uvede su drugi, a zatim i treći glumac (uz obavezni zbor.)
Glume samo muškarci koji često imaju više uloga u istom komadu: to im omogućuje maska koja ima određena obilježja vezana uz dob, stalež ili karakter lika., a tome je prilagođen i kostim.
Prostor ispred hrama gdje se igraju predstave u pravilu je kružnog oblika a obično se naziva orhestra. U njegovu središtu nalazi se žrtvenik (timela) na kojem Dionizov svećenik prije predstave izvodi žrtveni obred. Uz timelu igraju glumci, a oko njih se smješta zbor. Gledatelji su smješteni oko orhestre i u počecima stoje no vremenom se smještaju u amfiteatar. On je isprva drvene konstrukcije no tijekom 4.stoljeća pr. Kr. počinju se graditi monumentalne građevine od mramora i kamena. U duhu demokratičnosti za smještaj gledatelja vrijedi načelo ravnopravnosti s izuzetkom prvog reda sjedala koji je namijenjen svećenicima i počasnim gostima. Tada i scena postaje stalan objekt od kamena, a proscenij dobiva niz stupova između kojih se montiraju slikane dekoracije. Na krovu se, kao dramaturški efekt, pojavljuje deus ex machina.
Za glazbene priredbe u antičkoj Grčkoj se podižu manji, natkriveni objekti - odeoni. Osim dramskih djela visokog stila (komedija i tragedija) izvodi se i tzv. mim, pučka komedija naturalističkih obilježja koju izvode putujuće družine zabavljajući puk na ulici parodirajući mitološke teme i improvizirajućim scenama iz svakodnevice.

Rimsko kazalište
U općem preuzimanju grčke i helenističke kulture, Rim preuzima i kazalište. Grčka djela se prevode i adaptiraju na latinski jezik, a i scena doživljava promjene. Ona postaje pozornica-podij, a arhitektonski se povezuje i s gledalištem te postaju homogeni objekt. Bivša orhestra postaje sastavni dio gledališta s mjestima za uvažene goste.
Kazalište Rimljana bilo je vrlo šaroliko: izvode se vulgarnizirane komedije, Plautovske komedije, a popularni su i pantomima, mim kao i okrutne i opscene priredbe koje kulminiraju u cirkusima i arenama.

## Srednjovjekovna kazališta
U "mračnom" srednjem vijeku nije bilo kazališta. Ljude su zabavljali putujući pjevači,žongleri i akrobati. U velike dvorane s krovovima kazališta su preseljena u 17.st.